# Валбжих
Валбжих (пољ. Wałbrzych) град је у Пољској у Војводству доњошлеском. По подацима из 2012. године број становника у месту је био 119 171.
.

## Становништво
| 1946.  | 1950.  | 1960.   | 1970.   | 1980.   | 2012.   |
| ------ | ------ | ------- | ------- | ------- | ------- |
| 72.976 | 93.842 | 117.209 | 125.200 | 133.549 | 119 171 |

## Партнерски градови
- Фрајберг
- Фођа
- Храдец Кралове